# 윤나무
윤나무(1985년 8월 13일 ~ )는 대한민국의 배우이다.

## 학력
- 충암고등학교
- 동국대학교 연극학과

## 출연작

### 드라마
- 2016년 SBS 월화드라마 《낭만닥터 김사부》 ... 정인수 역
- 2017년 KBS2 월화드라마 《쌈 마이웨이》 ... 시경 역
- 2017년 SBS 월화드라마 《의문의 일승》 ... 송길춘 역
- 2018년 SBS 수목드라마 《친애하는 판사님께》 ... 이호성 역
- 2019년 JTBC 월화드라마 《아름다운 세상》 ... 이진우 역
- 2019년 넷플릭스 수목드라마 《좋아하면 울리는》 ... 김민재 역
- 2019년 SBS 금토드라마 《배가본드》 ... 김호식 역 (1회 ~ 3회 특별출연)
- 2019년 tvn 주말드라마 《날 녹여주오》 ... 성인 고남태 역
- 2020년 SBS 월화드라마 《낭만닥터 김사부 2》 ... 정인수 역
- 2021년 SBS 월화드라마 《조선구마사》 ... 부틀이 역
- 2021년 SBS 금토드라마 《지금, 헤어지는 중입니다》 ... 곽수호 역
- 2022년 ENA 수목드라마 《이상한 변호사 우영우》 ... 정남 역
- 2022년 SBS 금토드라마 《천원짜리 변호사》 ... 최기태 역
- 2023년 SBS 금토드라마 《낭만닥터 김사부 3》 ... 정인수 역
- 2023년 JTBC 수목드라마 《기적의 형제》 … 육찬성 역
- 2024년 SBS 금토드라마 《커넥션》 … 박준서 역
- 2024년 KBS2 단막극 《드라마 스페셜 - 사관은 논한다》 … 신희수 역

### 뮤지컬
- 《쇼맨_어느 독재자의 네번째 대역배우》(2025) 네불라 역
- 《라이카》(2025) 왕자 역
- 《쇼맨》(2023) 네불라 역
- 《쇼맨》(2022) 네불라 역
- 《팬레터》(2021-2022) 김해진 역
- 《로기수》(2016) 로기수 역
- 《풍월주》(2015) 사담 역
- 《명랑경성》(2015) 선우 역
- 《로기수》(2015) 로기수 역
- 《사춘기》(2014-2015) 영민 역
- 《블랙 메리 포핀스》(2014) 요나스 역
- 《아가사》(2014) 레이몬드 역
- 《아가사》(2013-2014) 레이몬드 역
- 《총각네 야채가게》(2013) 태성 역
- 《블랙 메리 포핀스》(2012) 요나스 역
- 《커피프린스 1호점》(2012) 선기 역

### 연극
- 《온 더 비트》(2025) 아드리앙 역
- 《타인의 삶》(2024) 게르트 비즐러 역
- 《살아있는 자를 수선하기》(2024) 서술자 외 역
- 《온 더 비트》(2023) 아드리앙 역
- 《온 더 비트》(2022) 아드리앙 역
- 《살아있는 자를 수선하기》(2022) 서술자 외 역
- 《살아있는 자를 수선하기》(2021) 서술자 외 역
- 《살아있는 자를 수선하기》(2019) 서술자 외 역
- 《오만과 편견》(2019) A2 역
- 《킬 미 나우》(2019) 조이 역
- 《카포네 트릴로지》(2018) 영맨 역
- 《더 헬멧》(2017-2018) 헬멧E 역
- 《오펀스》(2017) 트릿 역
- 《모범생들》(2017) 김명준 역
- 《킬 미 나우》(2017) 조이 역
- 《함익》(2016)
- 《카포네 트릴로지》(2016) 영맨 역
- 《킬 미 나우》(2016) 조이 역
- 《올모스트 메인》(2016)
- 《한밤 중에 개에게 생긴 의문의 사건》(2015-2016) 크리스토퍼 역
- 《카포네 트릴로지》(2015) 영맨 역
- 《우리 노래방가서 얘기 좀 할까》(2014)
- 《히스토리 보이즈》(2014) 포스너 역
- 《올모스트 메인》(2013)
- 《모범생들》(2013) 김명준 역
- 《이기동 체육관》(2012-2013) 청년 이기동 역
- 《과학하는 마음:숲의 심연》(2011) 양태민 역
- 《삼등병》(2011) 윤진원 역